# Geamăn

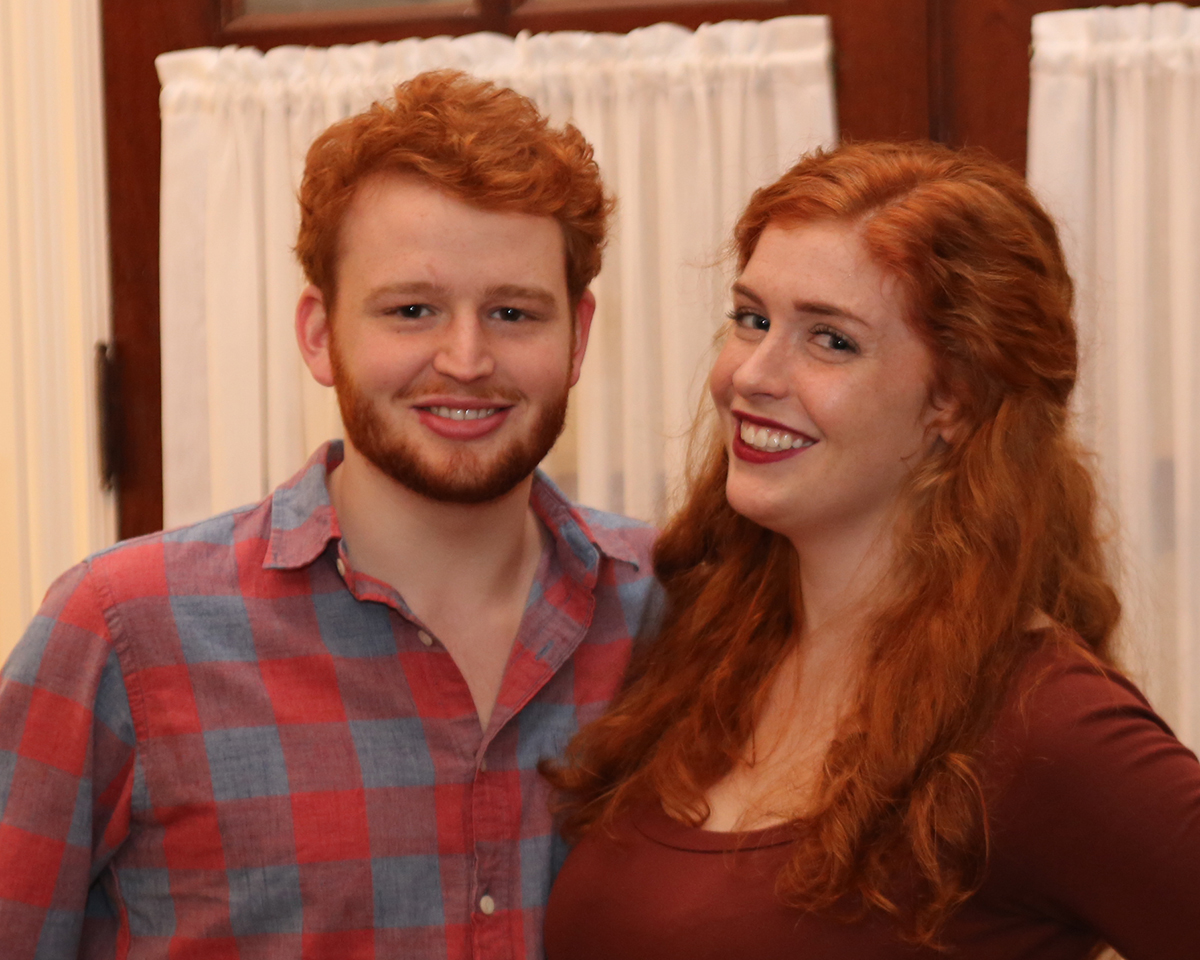
Gemeni dizigoți

Geamăn este unul dintre cei doi copii (sau pui, la animale) născuți din aceeași gestație.

## Clasificare
- Gemeni monozigoți (proveniți din divizarea unui singur ovul fecundat)
- Gemeni dizigoți (proveniți din ovule diferite)

## Gemeni celebri
- Elvis Presley a avut un frate geamăn, Jesse Garon, care a murit la naștere.
- Prințul Vincent al Danemarcei și Prințesa Josephine a Danemarcei(2011-)
- Mary-Kate și Ashley Olsen (1986–)
- Barbara Pierce Bush și Jenna Bush Hager (1981–)
- Jarosław (1949–) și Lech Kaczyński (1949–2010)
- Romulus și Remus

### Ficționali
- Mord. & R., prieteni "gemeni" din serialul animat Regular Show

## Vezi și
- Frate